# Mistrovství světa v ledním hokeji žen 2023 (Divize III)
Mistrovství světa v ledním hokeji žen 2023 (Divize IiI) byl mezinárodní hokejový turnaj pořádaný Mezinárodní hokejovou federací.
Turnaj skupiny A se konal v rumunském Brašově od 3. do 9. dubna 2023.
Turnaj skupiny B se konal v izraelském Tnuvotě od 26. do 31. března 2023. 

## Skupina A

### Účastníci
| Tým       | Kvalifikace                            |
| --------- | -------------------------------------- |
| Litva     | 2. místo v Divizi III A 2022.          |
| Bulharsko | 3. místo v Divizi III A 2022.          |
| Rumunsko  | Pořadatel, vloni bez účasti.           |
| Ukrajina  | Vloni bez účasti.                      |
| Hongkong  | Vloni bez účasti.                      |
| Estonsko  | 1. místo v Divizi III B 2022 a postup. |

### Rozhodčí
| Hlavní                                                            | Čárové                                                                                                |
| ----------------------------------------------------------------- | --- |
| - Ulrike Winklmayr - Ilona Novotná - Emma Sanders - Lee Kyung-sun | - Laura Peronnin - Julia Strube - Elva Hjálmarsdóttir - Amy Keijzers - Julia Hjelmström - Elif Bağlar |

### Tabulka
|  | Postupující do Divize II B 2024  |
|  | Sestupující do Divize III B 2024 |

| Poř. | Tým       | Z | V | VP | PP | P | GV | GI | +/- | B  |
| ---- | --------- | - | - | -- | -- | - | -- | -- | --- | -- |
| 1.   | Hongkong  | 5 | 4 | 0  | 1  | 0 | 18 | 9  | +9  | 13 |
| 2.   | Ukrajina  | 5 | 4 | 0  | 0  | 1 | 22 | 6  | +16 | 12 |
| 3.   | Litva     | 5 | 3 | 1  | 0  | 1 | 25 | 10 | +15 | 11 |
| 4.   | Rumunsko  | 5 | 2 | 0  | 0  | 3 | 17 | 14 | +3  | 6  |
| 5.   | Bulharsko | 5 | 1 | 0  | 0  | 4 | 15 | 36 | -21 | 3  |
| 6.   | Estonsko  | 5 | 0 | 0  | 0  | 5 | 2  | 24 | -22 | 0  |

### Zápasy
Všechny časy jsou místní (UTC+3).
| 3. dubna 2023 13:00 | Litva | 6 : 0 (1:0, 3:0, 2:0) | Estonsko | Brašov Olympic Ice Rink, Brašov Návštěvnost: 50 |  |

| Report |

| 3. dubna 2023 16:30 | Bulharsko | 2 : 6 (1:4, 1:1, 0:1) | Hongkong | Brašov Olympic Ice Rink, Brašov Návštěvnost: 50 |  |

| Report |

| 3. dubna 2023 20:00 | Rumunsko | 0 : 4 (0:1, 0:3, 0:0) | Ukrajina | Brašov Olympic Ice Rink, Brašov Návštěvnost: 400 |  |

| Report |

| 4. dubna 2023 13:00 | Estonsko | 2 : 6 (1:2, 1:3, 0:1) | Bulharsko | Brašov Olympic Ice Rink, Brašov Návštěvnost: 40 |  |

| Report |

| 4. dubna 2023 16:30 | Ukrajina | 1 : 2 (0:0, 0:0, 1:2) | Hongkong | Brašov Olympic Ice Rink, Brašov Návštěvnost: 80 |  |

| Report |

| 4. dubna 2023 20:00 | Litva | 5 : 2 (2:0, 1:2, 2:0) | Rumunsko | Brašov Olympic Ice Rink, Brašov Návštěvnost: 90 |  |

| Report |

| 6. dubna 2023 13:00 | Litva | 8 : 2 (1:0, 4:2, 3:0) | Bulharsko | Brašov Olympic Ice Rink, Brašov Návštěvnost: 40 |  |

| Report |

| 6. dubna 2023 16:30 | Ukrajina | 5 : 0 (3:0, 2:0, 0:0) | Estonsko | Brašov Olympic Ice Rink, Brašov Návštěvnost: 200 |  |

| Report |

| 6. dubna 2023 20:00 | Rumunsko | 1 : 3 (0:0, 0:1, 1:2) | Hongkong | Brašov Olympic Ice Rink, Brašov Návštěvnost: 200 |  |

| Report |

| 7. dubna 2023 13:00 | Bulharsko | 3 : 10 (1:3, 1:3, 1:4) | Ukrajina | Brašov Olympic Ice Rink, Brašov Návštěvnost: 100 |  |

| Report |

| 7. dubna 2023 16:30 | Hongkong | 4 : 5 SN (1:3) (1:0, 2:1, 1:3 - 0:0) | Litva | Brašov Olympic Ice Rink, Brašov Návštěvnost: 80 |  |

| Report |

| 7. dubna 2023 20:00 | Estonsko | 0 : 4 (0:0, 0:0, 0:4) | Rumunsko | Brašov Olympic Ice Rink, Brašov Návštěvnost: 200 |  |

| Report |

| 9. dubna 2023 13:00 | Hongkong | 3 : 0 (1:0, 0:0, 2:0) | Estonsko | Brašov Olympic Ice Rink, Brašov Návštěvnost: 50 |  |

| Report |

| 9. dubna 2023 16:30 | Ukrajina | 2 : 1 (0:0, 1:0, 1:1) | Litva | Brašov Olympic Ice Rink, Brašov Návštěvnost: 430 |  |

| Report |

| 9. dubna 2023 20:00 | Rumunsko | 10 : 2 (1:1, 2:0, 7:1) | Bulharsko | Brašov Olympic Ice Rink, Brašov Návštěvnost: 250 |  |

| Report |

## Skupina B

### Účastníci
| Tým                 | Kvalifikace                              |
| ------------------- | ---------------------------------------- |
| Srbsko              | 2. místo v Divizi III B 2022.            |
| Bosna a Hercegovina | 3. místo v Divizi III B 2022.            |
| Izrael              | Pořadatel, 4. místo v Divizi III B 2022. |

### Rozhodčí
| Hlavní                             | Čárové                                        |
| ---------------------------------- | --------------------------------------------- |
| - Cien Pereira - Drahomira Fialova | - Mildrid Johnsen - Serena Tsang - Katja Mrak |

### Tabulka
|  | Postupující do Divize III A 2024 |

| Poř. | Tým                 | Z | V | VP | PP | P | GV | GI | +/- | B  |
| ---- | ------------------- | - | - | -- | -- | - | -- | -- | --- | -- |
| 1.   | Srbsko              | 4 | 4 | 0  | 0  | 0 | 37 | 2  | +35 | 12 |
| 2.   | Izrael              | 4 | 1 | 0  | 0  | 3 | 7  | 19 | -12 | 3  |
| 3.   | Bosna a Hercegovina | 4 | 1 | 0  | 0  | 3 | 6  | 29 | -23 | 3  |

### Zápasy
Všechny časy jsou místní (UTC+3).
| 26. března 2023 19:00 | Srbsko | 5 : 1 (1:0, 2:0, 2:1) | Izrael | Onelce Arena, Tnuvot Návštěvnost: 150 |  |

| Report |

| 27. března 2023 19:00 | Izrael | 2 : 4 (0:0, 2:2, 0:2) | Bosna a Hercegovina | Onelce Arena, Tnuvot Návštěvnost: 182 |  |

| Report |

| 28. března 2023 19:00 | Srbsko | 12 : 1 (5:0, 4:0, 3:1) | Bosna a Hercegovina | Onelce Arena, Tnuvot Návštěvnost: 52 |  |

| Report |

| 29. března 2023 19:00 | Izrael | 0 : 9 (0:3, 0:2, 0:4) | Srbsko | Onelce Arena, Tnuvot Návštěvnost: 137 |  |

| Report |

| 30. března 2023 19:00 | Bosna a Hercegovina | 1 : 4 (0:1, 0:0, 1:3) | Izrael | Onelce Arena, Tnuvot Návštěvnost: 201 |  |

| Report |

| 31. března 2023 19:00 | Bosna a Hercegovina | 0 : 11 (0:4, 0:2, 0:5) | Srbsko | Onelce Arena, Tnuvot Návštěvnost: 133 |  |

| Report |